# Associação Atlética FIB
A Associação Atlética FIB, mais conhecida como FIB Bauru Futsal é um clube de futsal da cidade de Bauru, do estado de São Paulo. Fundado em 17 de janeiro de 2007, comanda seus jogos no Ginásio Duduzão.

## História
O clube foi fundado em 2007 depois de uma reunião nas Faculdades Integradas de Bauru por um grupo de desportistas da cidade de Bauru. O intuito era promover o futsal na cidade. Atualmente disputa a Liga Paulista de Futsal. Chegou a disputar a Liga Futsal em quanto tinha uma parceria com o São Paulo FC.